# .357 SIG

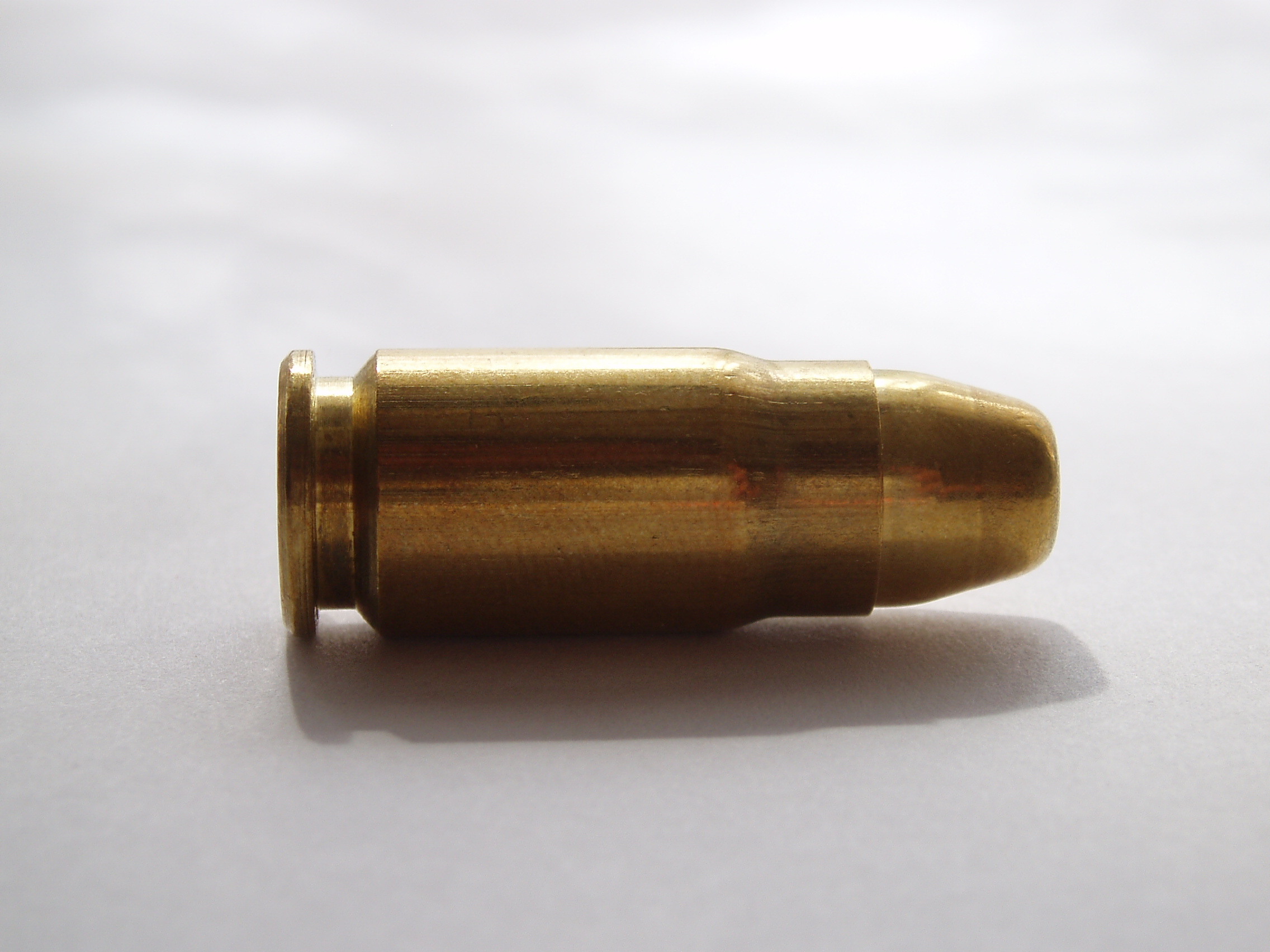
Náboj .357 SIG

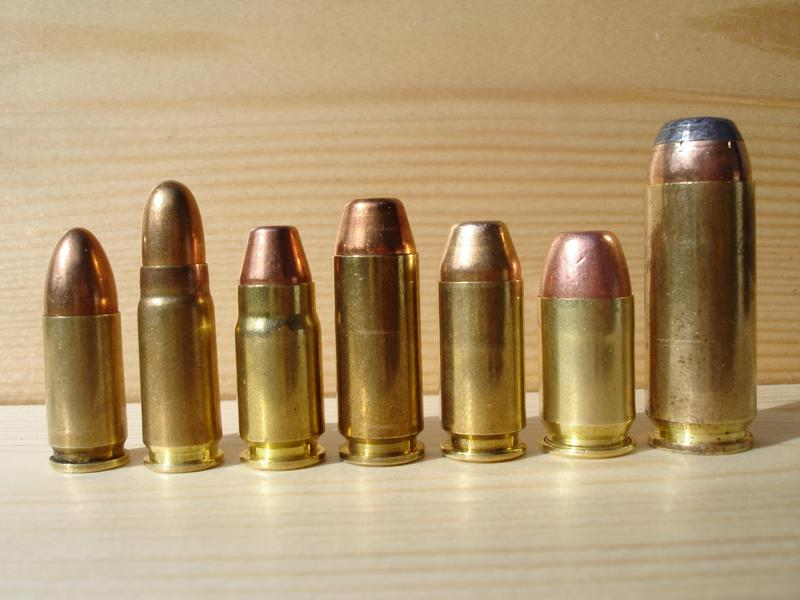
Zleva: 9mm, 7,62 × 25 mm Tokarev, 357 SIG, 10 mm Auto, .40 S&W, .45 GAP, .50 Action Express

.357 SIG (357 Sig - SAAMI  a 357 SIG - C.I.P. nebo 9×22mm) je pistolový náboj. Jedná se o produkt švýcarsko-německé zbrojovky SIG Sauer ve spolupráci s americkým výrobcem nábojů Federal Cartridge. Náboj vychází z .40 S&W. Oproti němu má však zúžený krček, aby střela měla průměr 9mm. Náboj .357 SIG je používán řadou speciálních policejních složek (LEO) a je znám pro svou přesnost a zastavovací účinek.

## Historie
Náboj byl vyvinut v roce 1994. Mělo se jednat o výkonnostní ekvivalent náboj .357 Magnum, ale určený ne pro revolvery, ale pro samonabíjecí zbraně. Výkon je velmi podobný náboji 9x23mm Winchester.
Před uvedením tohoto náboje na trh neexistovaly takřka žádné samonabíjecí zbraně komorované na ráži .357 Magnum. Výjimkou byl například Desert Eagle a vzácný Coonan. To proto, že je velmi obtížné pro tento náboj vyrobit samonabíjecí zbraň.

## Přeměna zbraní na tuto ráži z ráže .40 S&W
Většina pistolí komorovaných na náboj .40 S&W může být přeměněna na ráži .357 SIG pouhou výměnou hlavně a vratné pružiny. (U pistolí s obzvlášť silnou vratnou pružinou stačí pouze vyměnit hlavně.) Zásobníky jsou mezi těmito dvěma rážemi volně zaměnitelné. Nicméně .357 SIG je navržený na větší tlaky než .40 S&W, takže u některých zbraní tato přeměna nemusí být možná.

## Výkon
Díky své relativně vysoké úsťové rychlosti nabízí tento náboje velmi plochou trajektorii letu střely. To má za následek skutečnost, že u něj existuje větší pravděpodobnost prostřelení cíle - a proto se často používá pro prostřelení neprůstřelných vest, dále je náboj vhodný pro použití expanzních střel, u kterých díky své vysoké rychlosti zajišťuje dokonalou deformaci (v ČR jsou tyto střely povoleny na výjimku).
Co se týče výkonu, tak nedosahuje takových maximálních hodnot jakých dosahuje .357 Magnum, v základu se však jejich hodnoty mohou překrývat.

## Specifikace
- Průměrná hmotnost střely: 129 grainů
- Průměrná úsťová rychlost: 430 m/s
- Průměrná úsťová energie: 771 J
- Průměr střely: 0.355" (9,02 mm)
- Celková délka náboje: 1.14" (28,96 mm)
- Typ zápalky: malá pistolová
- Běžný vývrt hlavně: 406mm

## Příklady zbraní komorovaných na tuto ráži
- Glock 31 (Full-Size)
- Glock 32 (Compact)
- Glock 33 (Sub-Compact)
- SIG Sauer P226/P226R DAK (Full-Size)
- SIG P229 (Compact)
- SIG Sauer P239 (Sub-Compact)
- SIG SP2340 (Polymer Compact)
- SIG SP2022 (Polymer Compact)
- Springfield Armory XD 4 in (102 mm) „Service“
- Springfield Armory XD 5 in (127 mm) „Tactical“
- Heckler & Koch USP Compact (Compact)
- Heckler & Koch P2000 (Compact)
- Heckler & Koch P2000SK (Sub-Compact)
- Steyr M357 A-1
- Smith & Wesson M&P (Full-Size and Compact)
- Walther P99 (Full-Size) (pozn.: Walther nikdy nevyráběl tuto pistoli v této ráži. Ale změnou hlavně modelu pro .40 S&W je možné toho dosáhnout)
- Kel-Tec P-40 (s hlavní od jiného výrobce)
- Arsenal Firearms AF-1 (Strike One)